# Adam Łomnicki
Adam Łomnicki (28 tháng 6 năm 1935 - 15 tháng 12 năm 2021) là nhà sinh thái học và sinh học tiến hóa người Ba Lan, thành viên của Viện hàn lâm Khoa học Ba Lan, Viện hàn lâm Học thuật Ba Lan và Viện hàn lâm Europaea, giáo sư Viện Nghiên cứu Động vật có vú thuộc Học viện Khoa học Ba Lan.

## Tiểu sử
Łomnicki tốt nghiệp ngành Sinh học tại Đại học Jagiellonia. Ông nhận bằng Tiến sĩ về động vật học và sinh thái học năm 1961. Năm 1981 ông là giáo sư giảng dạy. Trong khoa học, ông nghiên cứu về các mức độ chọn lọc tự nhiên, sự ổn định và các hạn chế về mặt tiến hóa của mỗi mức độ. Ông nghiên cứu phương pháp tiếp cận dựa trên cá thể trong sinh thái học, sự biến đổi trong quần thể, về quần thể phòng thí nghiệm và vấn đề bảo tồn thiên nhiên.
Ông được vinh danh và trao tặng Huân chương Polonia Restituta.
Łomnicki qua đời vào ngày 15 tháng 12 năm 2021, hưởng thọ 86 tuổi.